# Henan, Huangnan
Henan är ett autonomt härad för mongoler prefekturen Huangnan i Qinghai-provinsen i västra Kina.